# Tanea zelandica
Tanea zelandica es una especie de molusco gasterópodo de la familia Naticidae.

## Distribución geográfica

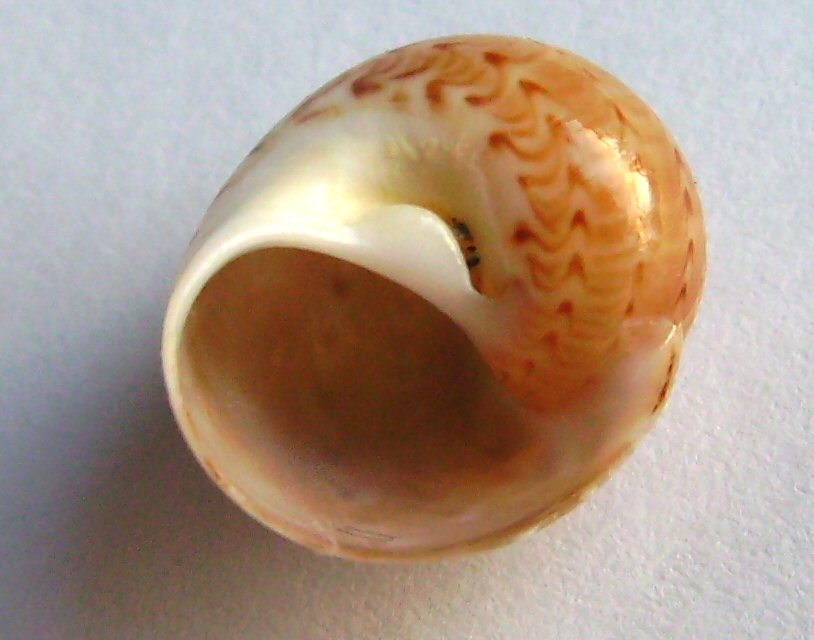
A shell of Tanea zelandica basal view

Se encuentra  en Nueva Zelanda.